# Rubia salicifolia
Rubia salicifolia är en måreväxtart som beskrevs av Hsien Shui Lo. Rubia salicifolia ingår i släktet krappar, och familjen måreväxter. Inga underarter finns listade i Catalogue of Life.